# Рекорд (Петриковский район)
Рекорд (бел. Рэкорд) — посёлок в Новосёлковском сельсовете Петриковского района Гомельской области Беларуси.
На востоке граничит с лесом.

## География

### Расположение
В 46 км на север от Петрикова, 35 км от железнодорожной станции Муляровка (на линии Лунинец — Калинковичи), 197 км от Гомеля.

### Гидрография
На западе мелиоративный канал.

## Транспортная сеть
Транспортные связи по просёлочной, затем автомобильной дороге Комаровичи — Копаткевичи. Планировка состоит из бессистемной застройки вдоль просёлочной дороги. Жилые дома деревянные, усадебного типа.

## История
В 1908 году на территории, которая впоследствии станет Рекордом, был открыт деревообрабатывающий завод. Сам Рекорд основан в начале 1920-х годов на бывших помещичьих землях переселенцами из соседних деревень. В 1931 году организован колхоз. 17 жителей погибли на фронте во время Великой Отечественной войны. Согласно переписи 1959 года в составе совхоза «Новосёлки» (центр — деревня Новосёлки). В 1950-е годы открыт овощесушильный завод, а в 1960-х годах начат выпуск газированной воды.

## Население

### Численность
- 2004 год — 23 хозяйства, 41 житель.

### Динамика
- 1959 год — 196 жителей (согласно переписи).
- 2004 год — 23 хозяйства, 41 житель.